# Пихтије
Пихтије, аспик или желе од меса је слани желатинозни производ направљен од месног бујона, са комадима, меса, морских плодова, поврћа или јаја, стављен у калуп ради обликовања. У свом најједноставнијем облику, аспик је у суштини желатинаста верзија конвенционалне супе.

## Историја
Китаб ал-Табикх из 10. века, најранија позната арапска књига рецепата, садржи рецепт за рибљи аспик који се зове qaris. Ово јело се правило кувањем неколико великих рибљих глава са сирћетом, першуном, касијом, луком, рутвицом, црним бибером, ђумбиром, нардом, галангалом, каранфилићем, семеном коријандера и дугим бибером. Добијено јело је затим обојено шафраном да би добило „блиставо црвену” боју. Куване рибље главе и зачини су затим уклоњени из течности за кување а језици враћени у течност која се оставља да се охлади и желатинира.
Према једној поетској референци Ибрахима ибн ал-Махдија, који је описао верзију јела припремљеног са ирачким шараном, било је „као рубин на тањиру, постављен у бисер… натопљен шафраном, тако да изгледа као гранат, живо црвено, светлуцаво као сребро”.
Историјски гледано, месни аспици су се правили чак и пре аспика са укусом воћа и поврћа. У средњем веку, кувари су открили да се од згуснуте месне чорбе може направити желе. Детаљан рецепт за аспик налази се у Le Viandier-у, написаном око 1375. године.
Почетком 19. века, француски кувар Марие-Антоан Карем направио је Chaudfroid. Израз Chaudfroid на француском значи „вруће хладно”, а односи се на храну која је припремљена топла и сервирана хладна. Аспик се користио као Chaudfroid сос у многим хладним јелима од рибе и живине, где је храни додавао влагу и укус. Карем је такође измислио разне врсте аспика и начине припреме.
Аспик је постао познат у Америци почетком 20. века.‍:До 1950-их, месни аспик је био популарно јело за вечеру, као и друга јела на бази желатина, попут аспика од парадајза.‍:Кувари су показали своје естетске вештине стварајући инвентивне аспике.

## Примене
Аспик желе може бити безбојан (бели аспик) или садржати различите нијансе ћилибара. Аспик се може користити да заштити храну од ваздуха, да да више укуса храни или као украс. Такође се може користити за облагање меса, спречавајући да се поквари. Желатин задржава ваздух и бактерије, чувајући кувано месо или друге састојке дуже свежим. Постоје три врсте аспика: деликатан, за резање и нејестив. Деликатни аспик је мекан. Аспик који се може сећи мора се направити у калупу за аспик. Чвршћи је од деликатног аспика. Нејестиви аспик никада није за конзумацију и обично је за декорацију. Аспик се често користи за глазирање комада хране на такмичењима како би храна блистала и била привлачнија за око. Намирнице умочене у аспик имају лакирану завршну обраду за отмену презентацију. Аспик се може сећи у различите облике и користити као украс за месо или паштете.

## Припрема
Припрема свињског желеа подразумева стављање немасног свињског меса, ногу, коже, ушију и њушке у лонац са хладном водом и стављање да се кува на лаганој ватри три сата. Чорба се остави да се охлади, а такође се уклањају све нежељене масти. Затим се у месо може додати бело сирће и сок од пола поморанџе или лимуна. Цела смеша се затим остави да се охлади и желира. Ловорово лишће или чили се могу додати у чорбу ради додатног укуса (румунска сорта је заснована на белом луку и не укључује сирће, поморанџу, лимун, чили, ловоров лист итд.). Међутим, постоји много алтернативних начина припреме свињског желеа, као што је употреба целера, говедине, па чак и свињских костију. Желеи од живине се праве на исти начин као и свињски желе, али се додаје мање воде да би се надокнадио мањи природни садржај желатина.
Скоро било која врста хране може да се стави у аспик, а скоро свака врста меса (укључујући живину или рибу) може да се користи за прављење желатина, мада у неким случајевима може бити потребан додатни желатин да би се течност правилно стегла. Најчешћи садржи комаде меса, плодове мора, јаја, воће или поврће.
Рибље супе обично имају премало природног желатина, тако да се рибљи бујон може дупло кувати или допунити. Пошто се рибљи желатин топи на нижој температури од желатина другог меса, рибљи аспик је деликатнији и лакше се топи у устима. Већина рибљих бујона обично не задржава обликован облик само са својим природним желатином, па се додаје додатни желатин.
Поврће нема природни желатин. Међутим, пектин служи сличној сврси у кулинарским апликацијама као што су џемови и желе.

## Глобалне варијације аспика

### Свињски аспик
Свињски желе је аспик који се прави од нискоквалитетних комада свињског меса, попут ногу, које садрже значајан удео везивног ткива. Свињски желе је популарно предјело и данас се понекад припрема у модернијој верзији од немасног меса, са или без остатака свињског меса (који се замењују додатим желатином). Веома је популаран у Хрватској, Србији, Пољској, Чешкој, Румунији, Молдавији, Естонији, Летонији, Литванији, Словачкој, Мађарској, Грчкој и Украјини. У Русији, Белорусији, Грузији и Украјини познат је као kholodets, kholodne за време Божића или Ускрса. У Русији, kholodets је традиционално зимско а посебно божићно и новогодишње јело, које се једе са пастом од рена или сенфом. Такође се једе у Вијетнаму (thịt nấu đông) током Лунарне Нове године. Месо у свињским питама се конзервира помоћу свињског желеа.

### Пихтије
Pihtije, pivtija, pača (буг. пача. Пихтија је јело налик аспику, углавном направљено од јагњећег, пилећег или свињског меса, као што су глава, коленица или нога, направљено у полуконзистентни желатинозни облик налик на колач. У неким варијантама, пилетина се користи уместо свињетине. Неки рецепти укључују и димљено месо и добро су зачињени.
Пихтије су обично само једна компонента традиционалног оброка (или предјело), иако се може послужити као главно јело. Уз њега се најчешће додају хладна мастика или ракија (лозовача) и туршија (кисели парадајз, паприка, маслине, карфиол, краставац).
Рецепт налаже да се месо очисти, опере, а затим кратко кува, не дуже од 10 минута. Затим се вода мења, додају се поврће и зачини. Ово се кува док месо не почне да се одваја од костију, затим се ваде кости, месни бујон процеди, а месо и течност сипају у плитке чиније. Спремање односно кување траје 4—5 сати, а додају се и ловоров лист, зрна бибера, корен першуна, пашканата, шаргарепе, црни и бели лук, чак и колутови тврдо куваних јаја ради декорације.
Додаје се бели лук и танке кришке парадајза или зелене паприке (или нешто слично за декорацију). Оставља се да стоји на хладном месту, као што је фрижидер или напољу ако је време довољно хладно. Стврдне се у желе и може се исећи на коцкице (често се каже да су добре пихтије „сечене као стакло”). Ове коцке пре сервирања можете посути разним зачинима или биљем по жељи.
Пихтије се често користе на славама и другим прославама код Срба.

### Румунски и молдавскиpiftie
Румунски и молдавски piftie назива се и răcitură (множина răcituri), изведено из румунске rece, што значи хладно. Piftie има другачији начин припреме. Обично се прави од свињских ногица (али може се користити и ћуреће или пилеће месо), шаргарепе и другог поврћа, куваног да се направи супа са високим садржајем желатина. Прокувано месо и пасирани бели лук у посудама се прелије чорбом у којој се налази желатин, па се смеша охлади да постане желе. Piftie традиционално се служи за Богојављење.

### Кореја
Jokpyeon (корејски: 족편) је јело припремљено дуготрајним кључањем говеђег и свињског меса са високим садржајем колагена као што су глава, кожа, реп, кравље ноге или други комадићи у води. Добијена течност се динста, када се охлади, формира супстанцу налик на желе.

### Непал
Међу Неварима из долине Катманду у Непалу, желе од бивољег меса, познат као ta khaa, је главна компонента гурманске зимске свечаности. Једе се у комбинацији са рибљим аспиком (sanyaa khunna), који се прави од меса сушене рибе и бивољег меса, киселог, који садржи тешку мешавину зачина и зачина.

### Пољска
У средњој, источној и северној Европи, аспик често има облик свињског желеа и популаран је око божићних и ускршњих празника. У Пољској се одређено месо, риба и поврће стављају у аспик, стварајући јело које се зове galareta.

### Источна Европа
У белоруској, руској и украјинској кухињи, месно јело од аспика назива се kholodets (блр. халадзец); рус. холодец (кәлɐˈдʲетс); укр. холодець; изведено од речи kholod што значи „хладно”. У неким крајевима се зове studen' (студень) или studenets (студенец), изведен из другог корена са сличним значењем.
Јело је део прослава зимских празника као што је традиционална руска Нова година или божићни оброк. Међутим, модерно хлађење омогућава његову производњу током целе године, а није неуобичајено видети kholodets на руском столу лети.
Kholodets се обично прави тако што се кости и месо богато колагеном кувају око 5-8 сати да би се добила густа и масна супа, при чему се колаген хидролизује у природни желатин, помешан са сољу, бибером и другим зачинима. Месо се затим одваја од костију, меље, поново комбинује са бујоном и хлади док се не стврдне у желе. Обично се једе са реном или сенфом.

### Хрватска
Хрватска верзија овог јела зове се hladetina. Варијанте се крећу од оне која се сервира у јелу са прилично деликатним желатином.

### Словенија
У Словенији је аспик познат као žolca (изведено од немачког sülze (шваргла) или tlačenka на словеначком. Традиционално се служи за Васкрс.

### Данска
У Данској се аспик назива sky а прави се од месних сокова, желатина, а понекад и печурака. Готово искључиво се једе као прелив за нареске или rullepølse на данским отвореним сендвичима који се зову smørrebrød. То је кључни састојак Dyrlægens natmad-а, оброка који комбинује leverpostej, нарезану слану говедину и лук. Аспик, са или без печурака, је производ који се лако може пронаћи у већини супермаркета.

### Грузија
Mujuji или muzhuzhi (груз. მუჟუჟი) је традиционално грузијско јело од хладног желеа од свињетине. Његови састојци укључују свињско месо, репове, уши, ноге, шаргарепу, сирће, бели лук, зачинско биље, лук, ловоров лист, алеву паприку и цимет. У неким рецептима јело се кува у два одвојена процеса, мало закисељено винским сирћетом и зачињено естрагоном и босиљком. Један део садржи свињске ноге, репове и уши; други садржи немасно месо прасића. Комбинују се у једно јело, охладе се и служе са зеленим луком и зачинским биљем.

### Белгија
Rog in 't zuur или rog in zure gelei је фламански традиционални рецепт за очување ражиних крила која се иначе брзо покваре. Ражина крила се поширају у рибљем бујону са сирћетом, зачинима и луком, затим конзервишу додавањем желатина и преливањем рибе желатинским бујоном. На овај начин риба би се држала 2-4 дана без хлађења. Јело се служи хладно уз хлеб за доручак или као ужину, а може и као предјело.

## Здравствене користи
Аспик је извор следећих елемената:
- гвожђе
- витамин А
- витамин К
- масне киселине
- селен
- цинк
- магнезијум
- фосфор

Амино киселина која се зове глутамин у аспику може побољшати интегритет цревне баријере, што може бити корисно за упалне болести црева и друге проблеме са варењем.
Глицин из аспика може побољшати сан и смањити умор током дана (Извор: The Sleep-Promoting and Hypothermic Effects of Glycine are Mediated by NMDA Receptors in the Suprachiasmatic Nucleus).
- Шваргла
- Паштета